# Etnolekt
En etnolekt er en sprogstil, der er knyttet til en bestemt etnisk gruppe. Etnolekter udvikler sig når en etnisk gruppe bosætter sig et sted hvor de skal lære et fremmedsprog. Herved bliver ord fra modersmålet blandet sammen med ordene fra et andetsprog.
Generelt er etnolekter også noget der adskiller sproget, der tales af majoriteten, fra det, der tales af diverse minoriteter. I Danmark eksempler på etnolekter når der i nogle etniske grupperinger inkorporeres ord fra minoritetssprog såsom tyrkisk og grønlandsk.

## Fodnoter
1. ↑  "Etnolekt – Københavns Universitet". Arkiveret fra originalen 15. april 2016. Hentet 26. april 2016.

| Sprog | Spire Denne artikel om sprog er en spire som bør udbygges. Du er velkommen til at hjælpe Wikipedia ved at udvide den. |